# Dinka banda
A Dinka banda (eredeti cím: Goof Troop) a Walt Disney Company animációs televíziós sorozata. Amerikában 1992-től a Disney Channel vetítette, a második évadot pedig az ABC Szombat reggeli műsora sugározta. Magyarországon először a Magyar Televízió 1 sugározta, a Walt Disney bemutatja blokk részeként 1996-ban. Később az RTL Klub is leadta új magyar szinkronnal, Goofy és csapata címmel.

## Szereplők
| Szereplő            | Eredeti hang                                 | Magyar hang                                      | Magyar hang                                 |
| Szereplő            | Eredeti hang                                 | 1. magyar szinkron (1996) (21 részben)           | 2. magyar szinkron (2004-2005) (78 részben) |
| ------------------- | -------------------------------------------- | ------------------------------------------------ | ------------------------------------------- |
| Goofy Goof          | Bill Farmer                                  | Szombathy Gyula                                  | Szombathy Gyula                             |
| Peter Pete          | Jim Cummings                                 | Koroknay Géza                                    | Vass Gábor                                  |
| Peg Pete            | April Winchell                               | Fazekas Zsuzsa                                   | Kiss Erika                                  |
| Max Goof            | Dana Hill                                    | Simonyi Balázs                                   | Berkes Bence                                |
| P.J. Pete           | Rob Paulsen                                  | Vicsek Miklós                                    | Seder Gábor                                 |
| Pistol Pete         | Nancy Cartwright                             | Dögei Éva                                        | Molnár Ilona                                |
| Használati útmutató | Corey Burton                                 | Várkonyi András                                  | Lázár Sándor                                |
| Rendőrfelügyelő     | Jack Angel                                   | Ujlaki Dénes                                     | Faragó András                               |
| Polgármester        | Jim Cummings (1. hang) Bill Farmer (2. hang) | Verebély Iván                                    | Dobránszky Zoltán                           |
| TV-bemondónő        | April Winchell                               | Acél Anna (1. hang) Molnár Zsuzsa (2. hang)      | Kocsis Mariann                              |
| Gilbert, a bohóc    | Frank Welker                                 | Tardy Balázs                                     | Csuha Lajos                                 |
| Spud                | Jerry Houser                                 | Várkonyi András (1. hang) Tardy Balázs (2. hang) | Pusztaszeri Kornél                          |
| Wally               | Patrick Fraley                               | Bácskai János (1. hang) Koncz István (2. hang)   | Szűcs Sándor                                |

- További magyar hangok (1. magyar változatban, 21 részben): Botár Endre, Halmágyi Sándor, Holl János, Imre István, Katona Zoltán, Koncz István, Markovics Tamás, Melis Gábor, Molnár Zsuzsa, Némedi Mari, Tardy Balázs, Szokol Péter, Tóth Judit, Uri István, Várkonyi András, Verebély Iván
- További magyar hangok (2. magyar változatban, teljes évadban): Bolla Róbert, Csuha Lajos, Dobránszky Zoltán, Fekete Zoltán, Forgács Gábor, Gardi Tamás, Kassai Károly, Kerekes József, Koroknay Géza (Bulk Brogan), Lippai László (Kincskeresők műsorvezetője), Makay Sándor, Némedi Mari, Pálfai Péter, Pálmai Szabolcs, Roatis Andrea, Rosta Sándor

## Epizódok

### 1. évad
1. Ember állatnak farkasa
2. Goofy, a jó szomszéd
3. A gyilkos matematikai műveletek
4. A nem létező ház
5. Egy kis körültekintés sosem árt
6. Éjféli mozidili
7. Nagyon szelíd motorosok
8. Goofy, a pénzhamisító
9. A vágyak járgánya
10. Vissza a katlanba
11. Titokzatos találkozás
12. Hajókázás
13. Harci láz
14. A bűnözés bugyrai
15. Nem zörög a haraszt, ha nincs ott Goofy
16. Randevú a sorssal
17. Rázós levegő
18. Szabadíts meg a baseball-tól!
19. Steksz, hazugság, videó
20. A szerelem hatalma
21. Maxie védelem
22. Goofin Hood és mélabús emberei
23. A falkavezér
24. Goofy felügyel
25. Rázd meg, rázd meg Goofy!
26. Hatalmas kisállat
27. Pete vége
28. Bolondok aranya
29. Macskajáték
30. A szemét bajjal jár
31. Goofy, az ügynök
32. Micsoda cirkusz!
33. Buggyantak nyomtatásban
34. Nyári horgászláz
35. Halloween
36. Kádpárbaj
37. Goofy őrnagy
38. Pistol szelleme
39. Goofy, a politikus
40. Egy házban Goofyval
41. Ég veled, buggyant!
42. Esőcsinálók
43. Halálos dinka
44. Frankengoof
45. Goofy, a zseni
46. A lóverseny
47. Bízzunk abban, akiben kell!
48. Maximális tehetség
49. Baba bonyodalom
50. A hihetetlen torony
51. Spoonerville háziasszonya
52. Pete kedvéért
53. Nagyvárosi blues
54. Lyuk egy ütésre
55. Buggyant futam
56. Ablak-kalamajka
57. Förtelmes felújítás
58. Ahol örökség van, ott buggyant is van
59. A nagy téli baklövés
60. Fölfelé a társadalmi létrán
61. Edzőtermi rémület
62. Repülj velem!
63. Fogyidili
64. Együtt a család
65. Testépítő jóbarátok

### 2. évad
1. Sherlock Goofy
2. Varázslatos dallamok
3. Tollas galiba
4. Goofy és a nagymenők
5. A jó, a rossz és a buggyant
6. Goofy, a diák
7. A levegőből az örökkévalóságba
8. Kalandos kéjutazás
9. A nagy üzlet
10. A pizza-akció
11. Kapj el, ha tudsz!
12. Lövöldözés a szekérerődben
13. A buggyant barlang klánja